# Fi
La fi és la vint-i-unena lletra de l'alfabet grec. Té un valor numèric de 500. S'escriu Φ en majúscula i φ (o φ) en minúscula.
La lletra fi s'utilitza habitualment en els següents contextos:
- Geometria, Matemàtiques: en majúscula, símbol del nombre d'or o raó àuria; en minúscula, del seu invers.
- Representa l'argument d'un nombre complex
- En processament del senyal indica la fase d'una ona
- És una de les coordenades esfèriques
- Inclinada, designa el diàmetre d'una circumferència
- La funció treball
- Matemàtiques, Física i d'altres ciències: sol usar-se per representar angles.
- En física de partícules és el símbol i dona el nom a un dels mesons.
- En AFI representa el so de la fricativa bilabial sorda
- En Física, s'utilitza com a símbol del flux magnètic i del flux elèctric.